# Radha Mitchell

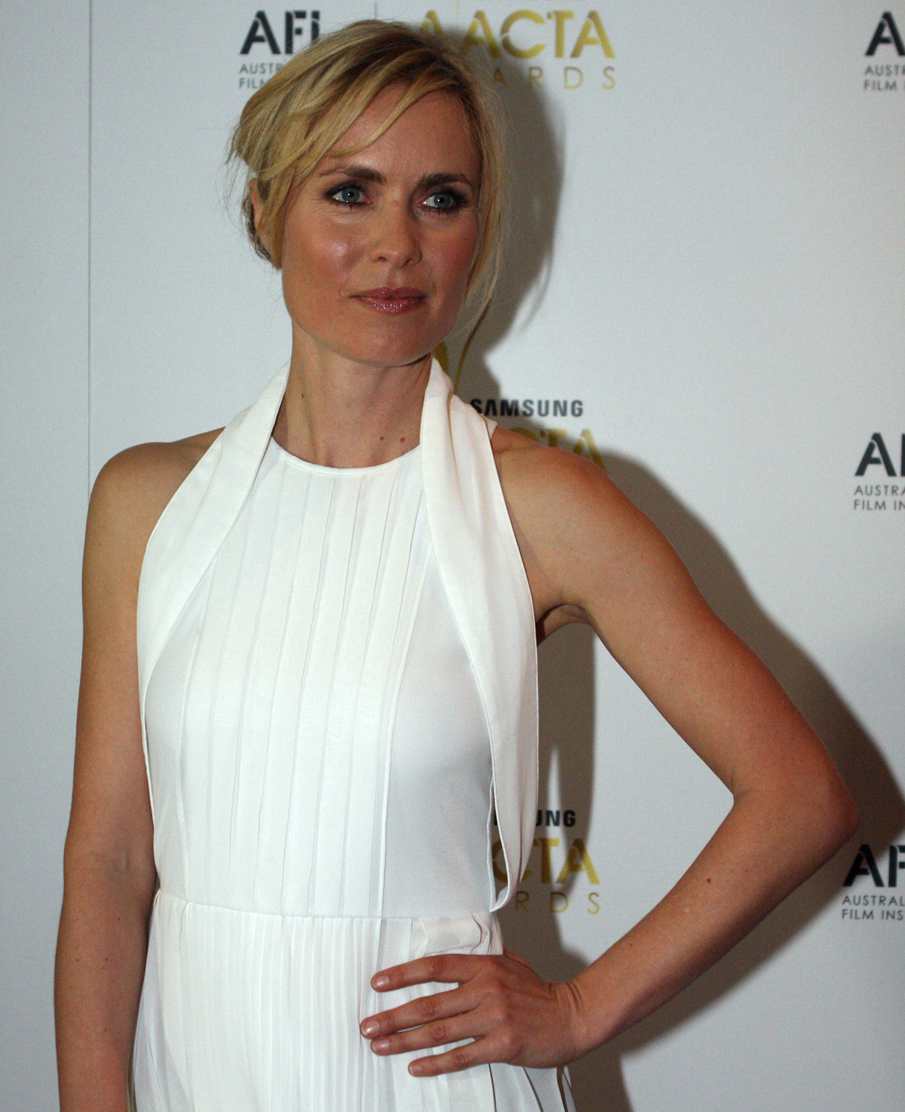
Radha Mitchell (2012)

Radha Rani Amber Indigo Anunda Mitchell (* 12. November 1973 in Melbourne, Victoria) ist eine australische Schauspielerin und Filmproduzentin.

## Leben und Karriere
Radha Mitchell wuchs in Melbourne auf und besuchte die St Michael’s Grammar School in St Kilda.
Als Kind hatte Mitchell von 1988 bis 1989 in der australischen Kinderserie Wie Hund und Katze ihre erste Hauptrolle als Pixie Robertson. Wie viele andere junge australische Schauspieler spielte sie in der erfolgreichen Seifenoper Nachbarn mit. Dort übernahm sie 1994 die Gastrolle der Fallschirmlehrerin Cassandra Rushmore, bevor sie von 1996 bis 1997 die feste Rolle der Studentin Catherine O’Brien mimte.
Nach Auftritten in Hollywood-Filmen wie Pitch Black – Planet der Finsternis (2000), Nicht auflegen! (2002) und Wenn Träume fliegen lernen (2004) wurde Mitchell von Woody Allen per Handy die Hauptrolle in dessen Komödie Melinda und Melinda (2004) angeboten. Sie glaubte an einen Scherz, bis sie das Drehbuch zugeschickt bekam. 2006 agierte sie in der Videospielverfilmung Silent Hill – basierend auf der gleichnamigen Videospielreihe – in der Hauptrolle der Rose Da Silva und verkörperte diese abermals 2012 in dessen Fortsetzung. 2009 spielte sie im Film Surrogates – Mein zweites Ich an der Seite von Bruce Willis und Rosamund Pike die weibliche Hauptrolle der Jennifer Peters. 2020 sah man sie in dem Horror-Thriller Dreamkatcher von Kerry Harris.
Mitchell lebt in Los Angeles.

## Filmografie (Auswahl)
- 1989: Wie Hund und Katze (Sugar and Spice, Fernsehserie, 20 Folgen)
- 1990: More Winners: Boy Soldiers (Fernsehfilm)
- 1992–1993: Rock ’n’ Roll Daddy (All Together Now, Sitcom, 6 Folgen)
- 1993: Phoenix
- 1993: Die fliegenden Ärzte (R.F.D.S., Fernsehserie, 2 Folgen)
- 1993: Law of the Land (Fernsehserie, eine Folge)
- 1994–1996: Blue Heelers (Fernsehserie, 4 Folgen)
- 1994–1997: Nachbarn (Neighbours, Seifenoper, 62 Folgen)
- 1995: Halifax (Fernsehserie, eine Folge)
- 1996: Liebe und andere Katastrophen (Love and Other Catastrophes)
- 1998: High Art
- 1998: Cleopatra’s Second Husband
- 1998: Prince of Dance
- 1998: The Chosen (Fernsehfilm)
- 1999: Sleeping Beauties (Kurzfilm)
- 2000: Everything Put Together
- 2000: Pitch Black – Planet der Finsternis (Pitch Black)
- 2000: Cowboys and Angels
- 2000: Nobody’s Baby
- 2001: Highway Psychos (When Strangers Appear)
- 2001: Uprising – Der Aufstand (Uprising, Fernsehfilm)
- 2002: Ten Tiny Love Stories
- 2002: Dead Heat – Tödliches Rennen (Dead Heat)
- 2002: Nicht auflegen! (Phone Booth)
- 2003: Visitors
- 2004: Mann unter Feuer (Man on Fire)
- 2004: Wenn Träume fliegen lernen (Finding Neverland)
- 2004: Melinda und Melinda (Melinda and Melinda)
- 2005: Mozart und der Wal (Mozart and the Whale)
- 2006: Silent Hill
- 2006: The Half Life of Timofey Berezin
- 2007: Zauber der Liebe (Feast of Love)
- 2007: Rogue – Im falschen Revier (Rogue)
- 2008: Die Kinder der Seidenstraße (The Children of Huang Shi)
- 2008: Henry Poole – Vom Glück verfolgt (Henry Poole Is Here)
- 2008: What We Take from Each Other (Kurzfilm)
- 2008: Haiku Someone Said (Kurzfilm)
- 2009: The Waiting City
- 2009: The Code – Vertraue keinem Dieb (Thick as Thieves)
- 2009: Surrogates – Mein zweites Ich (Surrogates)
- 2010: The Crazies – Fürchte deinen Nächsten (The Crazies)
- 2010: The Quickening (Fernsehfilm)
- 2012: Silent Hill: Revelation
- 2013: Olympus Has Fallen – Die Welt in Gefahr (Olympus Has Fallen)
- 2013: Frozen Ground (The Frozen Ground)
- 2013: Evidence – Auf der Spur des Killers (Evidence)
- 2013: Big Sur
- 2013: Standing Up
- 2013: Gus (Expecting)
- 2013: Red Widow (Fernsehserie, 8 Folgen)
- 2013: Navy CIS: L.A. (NCIS: Los Angeles, Fernsehserie, eine Folge)
- 2014: Bird People
- 2014: Fugly!
- 2015: Looking for Grace
- 2015: Barbados (Kurzfilm)
- 2016: Whoever Was Using This Bed (Kurzfilm)
- 2016: London Has Fallen
- 2016: Sacrifice – Todesopfer (Sacrifice)
- 2016: The Darkness
- 2017: Die Hütte – Ein Wochenende mit Gott (The Shack)
- 2017: Longmire (Fernsehserie, Episode 6x05 Burned Up My Tears)
- 2018: Swinging Summer – Willkommen in den 70ern (Swinging Safari)
- 2018: Celeste
- 2018: The Romanoffs (Fernsehserie, Episode 1x06 Panorama)
- 2019: Standing Up for Sunny
- 2019: The World Without You
- 2020: Law & Order: New York (Law & Order: Special Victims Unit, Fernsehserie, eine Folge)
- 2020: Dreamkatcher
- 2020: Run Hide Fight
- 2020: 2 Hearts
- 2021: Asking for It
- 2022–2024: Troppo (Fernsehserie, 11 Folgen)
- 2022: Blueback
- 2022: Devil’s Workshop
- 2022: Girl at the Window
- 2023: Life Upside Down
- 2024: Take My Hand
- 2024: Last Days of the Space Age (Fernsehserie, 8 Folgen)